# Maraîchine
Pour l’article homonyme, voir Maraîchine (danse).
La maraîchine est une race bovine française originaire du Sud de la Vendée, aux abords du Marais Poitevin. Sa robe est couleur fauve froment clair à grisâtre et ses muqueuses sont noires. Elle ressemble beaucoup à la nantaise et à la parthenaise, deux races également issues des bovins peuplant l'Ouest de la France depuis des siècles. La maraîchine est réputée pour sa production laitière et son adaptation aux milieux humides. Elle manque de disparaître après la Seconde Guerre mondiale, victime de la spécialisation des races. Elle est sauvée dans les années 1980 grâce à l'intervention d'un groupe d'amis et de l'institut de l'élevage qui reconstituent la race à partir de divers animaux dispersés dans les élevages. Les effectifs sont aujourd'hui en augmentation, sous l'effet du programme de conservation de la race.

## Histoire

### Origine

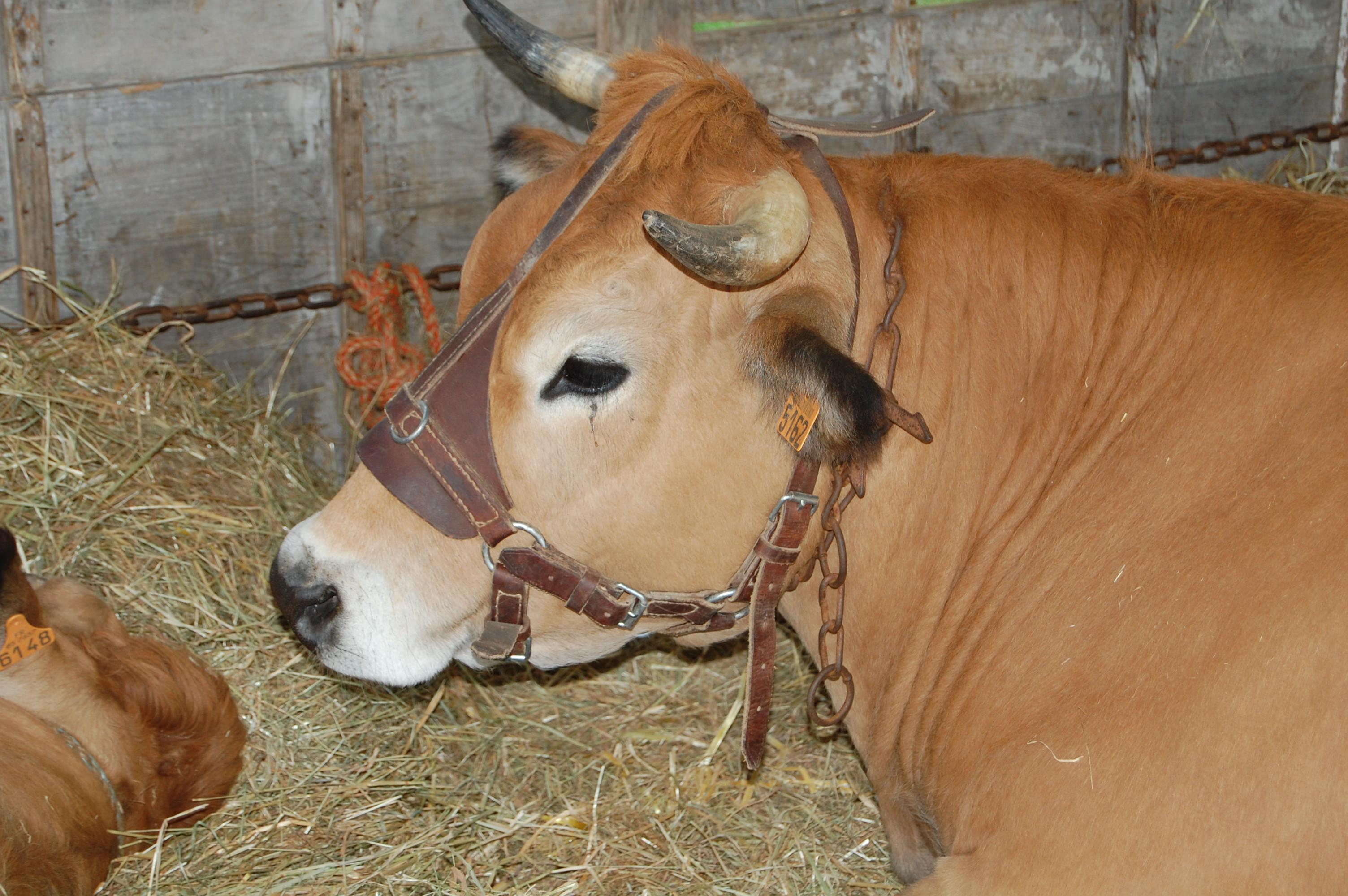
Vache parthenaise, très proche de la maraîchine, également issue des populations bovines « poitevines ».

Elle appartient à la branche fauve du rameau brun. Elle est issue de l'ancienne population dite « poitevine » ou « vendéenne » que l'on rencontrait dans l'ouest de la France, qui est également à l'origine de la parthenaise et de la nantaise. Certains auteurs comme Louis Gouraud prétendent que la race hollandaise importée par les Hollandais venus assécher les marais de la Vendée et de la Charente-Maritime au XVIIe siècle aurait également participé à la création de la race.
À la fin du XIXe siècle, les zones de marais, transformés en polders, accueillent de plus en plus d'animaux qui s'adaptent petit à petit à ce milieu pour former la race maraîchine. Lors de la création du herd-book parthenais en 1893, trois sections sont formées : la section des Deux-Sèvres et de la Vienne - la plus proche de la race parthenaise actuelle -, la section nantaise et la section vendéenne. Cette dernière correspond à des animaux à bonne laitière élevés en Vendée et inclut le noyau de la race maraîchine actuelle. Une commission du herd-book vendéen est organisée en 1911, alors que le herd-book parthenais tombe à l'abandon. Lorsque la parthenaise opte pour la production de viande et cherche à s'améliorer dans ce sens, les vaches vendéennes se détachent définitivement pour former la race maraîchine.
C'est une race qui faillit disparaître dans les décennies qui ont suivi la Seconde Guerre mondiale. C'est notamment la spécialisation des races à partir de 1960 qui provoque le fort déclin de la race, au profit de la normande et de la Prim'Holstein pour le lait, et de la charolaise pour la viande. On retrouve quelques vaches maraîchines éparpillées dans divers élevages où elles sont souvent mêlées à d'autres races.

### Regain d'intérêt pour la race
En 1986, trois amis décident de reconstituer un cheptel de maraîchine. Ils bénéficient pour cela de l'appui de l'institut de l'élevage qui répertorie de son côté les vaches maraîchines existantes. Quand en 1987 un éleveur possédant un troupeau de vaches parthenaise-maraîchines à bonne production laitière décide de vendre son cheptel, l'écomusée de Daviaud achète les deux meilleures vaches tandis que le trio d'amis acquiert le restant du cheptel. En 1988 est fondée l'Association pour la valorisation de la race bovine maraîchine et des prairies humides qui, grâce au soutien du conseil général de la Vendée, achète les quatre premiers taureaux de la race. Entre 1989 et 1991, cette association achète une cinquantaine de vaches. À partir de cette base, de nombreuses femelles sont placées dans divers élevages de la région. Ainsi un élevage conservatoire est créé à Nalliers, puis des animaux sont confiés au lycée agricole de Luçon-Pétré, puis à des particuliers. Alors qu'ils ne sont que de trente en 1986, les effectifs atteignent, en 2004, 1 500 animaux dont 534 vaches et 60 taureaux reproducteurs.

## Morphologie

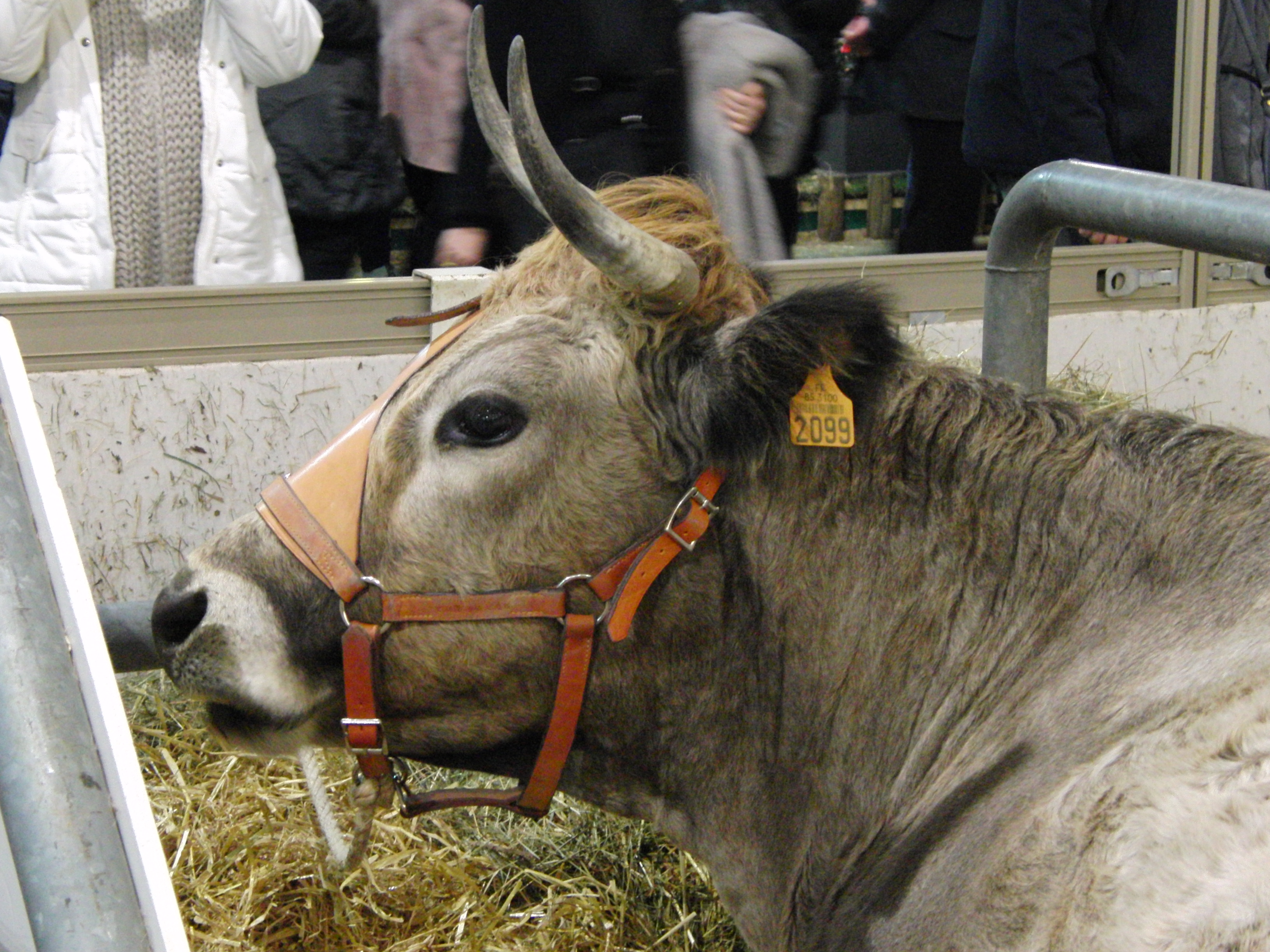
Tête de vache maraichine au salon de l'agriculture.

Le standard de la race est décrit ainsi :

- Robe : fauve, allant du froment clair au fauve grisâtre, avec parfois extension du noir. Fanon souvent gris étourneau,
- Chanfrein : long,
- Mufle : noir avec pourtour clair,
- Oreilles : pourtour noir toléré clair chez la femelle,
- Paupières : fines et noires avec auréole claire (blanc, gris perle),
- Présence souhaitée de poils noirs sur la périphérie supérieure,
- Cils : noirs,
- Cornes : longues, blanches avec extrémités noires (la coloration gris vert uniforme est tolérée). Forme en lyre fréquente,
- Muqueuses : noires,
- Scrotum : cupules noires,
- Queue : longue, attachées haute, légèrement saillante, toupillon noir, fourni (quelques poils gris tolérés),
- Onglons : noirs et larges,
- Bassin : développé, plat et large,
- Reins : larges,
- Dos : droit et rectiligne,
- Poitrine : profonde,
- Cuisses : muscles longs et bien descendus,
- Membres : secs et solides,
- Mamelles : bien attachées, équilibrées, avec trayons homogènes moyens à petits,

 standards de la race maraîchine

C'est une race de grande taille. La vache mesure 140 cm pour 700 kg et le mâle 145 cm pour 1 200 kg.
Contrairement à la race parthenaise, les animaux culards ne sont pas acceptés par les standards de la maraîchine.
Elle se distingue de sa cousine nantaise par sa robe un peu plus rouge, la couleur noire de ses muqueuses et du bord de ses oreilles, la forme de sa tête et ses cornes moins rectilignes.

## Aptitudes

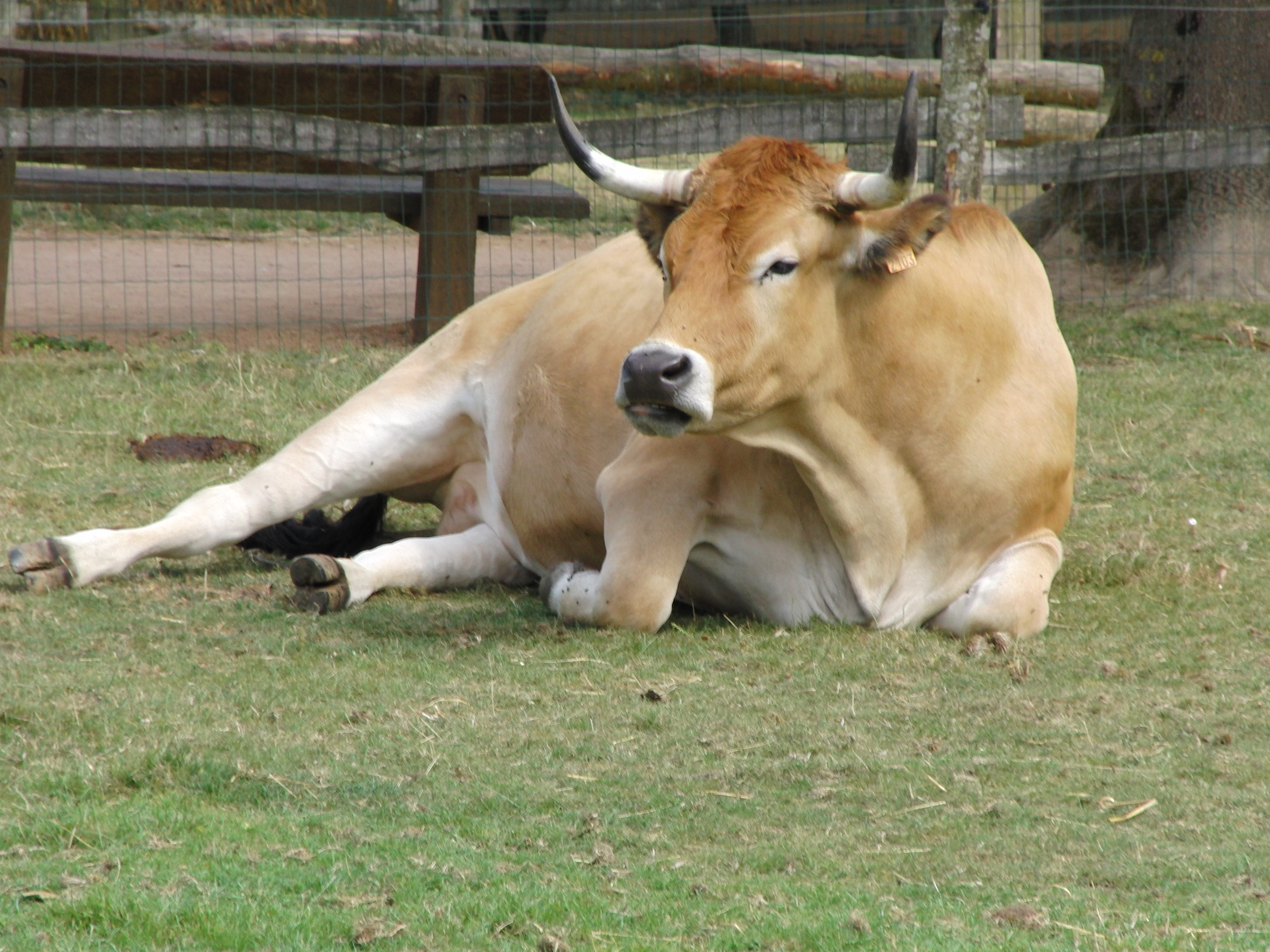
Vache maraîchine couchée

La maraîchine est une race mixte. Autrefois, elle donnait 5 000 kg de lait par lactation pour une consommation locale et la vente de beurre, mais aussi pour la traction. Son lait très riche a d'ailleurs contribué à la réputation du beurre de Poitou-Charentes. Les images d'autrefois montrant des vaches en barques rejoignant leur pâture, représentent très souvent des maraichines.
Aujourd'hui, leur lait sert presque exclusivement à la croissance des veaux, et on ne rencontre qu'un seul élevage laitier en 2004. La maraîchine produit une viande de bonne qualité, principalement sous forme de bœufs de trois ans et de veaux de lait sous la mère.
La maraîchine est une race rustique, très résistante aux maladies et notamment aux parasitoses. Elle jouit d'une bonne longévité, et vêle facilement. Elle est particulièrement bien adaptée aux prairies humides, milieu où elle est historiquement élevée et pour lequel elle a développé des adaptations. En effet, elle supporte plutôt l’alternance entre sécheresse et forte humidité que l'on rencontre dans les marais sub-saumâtres. Elle valorise par ailleurs très bien les prairies humides à la végétation caractéristique.

## Sélection et programme de conservation
La maraîchine est une race élevée depuis toujours dans les marais de l'ouest de la France. Les éleveurs de la race ont donc sélectionné leurs animaux pour que ceux-ci soient le mieux adaptés au milieu marécageux et aux prairies humides. C'est cette longue sélection qui est à l'origine de la typicité de cette race.
La valorisation de la race bovine maraîchine et des prairies humides, soutenue par le Parc naturel régional du Marais poitevin (redevenu Parc naturel régional en 2014) a abouti à la reconnaissance de la race en 1988 et à la création du livre généalogique. Quand commencent les efforts pour sauver la race, l'association pour la valorisation de la race bovine maraîchine et des prairies humides achètent les vaches puis les replacent dans des élevages, en demeurant copropriétaire. Ce n'est plus le cas aujourd'hui pour les femelles, mais le système a perduré pour les mâles. Après avoir été choisis par un groupe technique de conservation auquel participent l'association, l'institut de l'élevage et l'INRA, ils sont achetés par l'association pour être placés dans une station d'élevage d'un éleveur adhérent. Ils sont par la suite replacés au dans des élevages suivant les besoins. S'il a été facile de retrouver de vieilles vaches maraîchines dans des élevages, il a été autrement difficile de trouver des reproducteurs mâles. Le cheptel actuel descend quasi exclusivement de quatre taureaux parthenais mixtes nés dans les années 1960 et dont on a retrouvé de la semence, et d'un taureau parthenais plutôt mixte encore en vie. La semence d'un fils de ce dernier taureau est prélevée au centre d'insémination artificielle de Saint-Symphorien à la demande de l'institut de l'élevage. Aujourd'hui, la semence de 28 taureaux est stockée et disponible en insémination artificielle. Le taux de consanguinité chez les femelles n'est que de 1,8 %, ce qui est très faible pour une race à faible effectif.

## Diffusion
Les élevages sont essentiellement localisés dans des zones humides et marais de la côte Ouest de la France, entre l'estuaire de la Loire et celui de la Gironde. On la rencontre notamment dans le marais breton, les basses vallées angevines, le marais d’Olonne, la marais poitevin et le marais saintongeais, constitué du marais de Rochefort, de l’estuaire et de la vallée de la Charente, ainsi que l’estuaire et des marais de la Seudre.